# Symmachia rubrica
Symmachia rubrica is een vlindersoort uit de familie van de prachtvlinders (Riodinidae), onderfamilie Riodininae.
Symmachia rubrica werd in 1929 beschreven door Stichel.